# أدريان تروفيرت
أدريان تروفيرت (مواليد 20 نوفمبر 2001) هو لاعب كرة قدم فرنسي يلعب في مركز الظهير الأيسر في نادي ستاد رين.

## وصلات خارجية
- أدريان تروفيرت على موقع الاتحاد الأوربي (الإنجليزية)
- أدريان تروفيرت على موقع إي إس بي إن إف سي (الإنجليزية)
- أدريان تروفيرت على موقع قاعدة بيانات كرة القدم.إي يو (الإنجليزية)
- أدريان تروفيرت على موقع ليكيب (الفرنسية)
- أدريان تروفيرت على موقع ناشيونال فوتبول تيمز (الإنجليزية)
- أدريان تروفيرت على موقع Soccerbase.com (لاعب) (الإنجليزية)
- أدريان تروفيرت على موقع Soccerway.com (الإنجليزية)
- أدريان تروفيرت على موقع عالم كرة القدم.نت (الإنجليزية)
- أدريان تروفيرت على موقع اللجنة الأولمبية الدولية (الإنجليزية)
- أدريان تروفيرت على موقع AS.com (الإسبانية)